# Decauville-Werke in Moulins

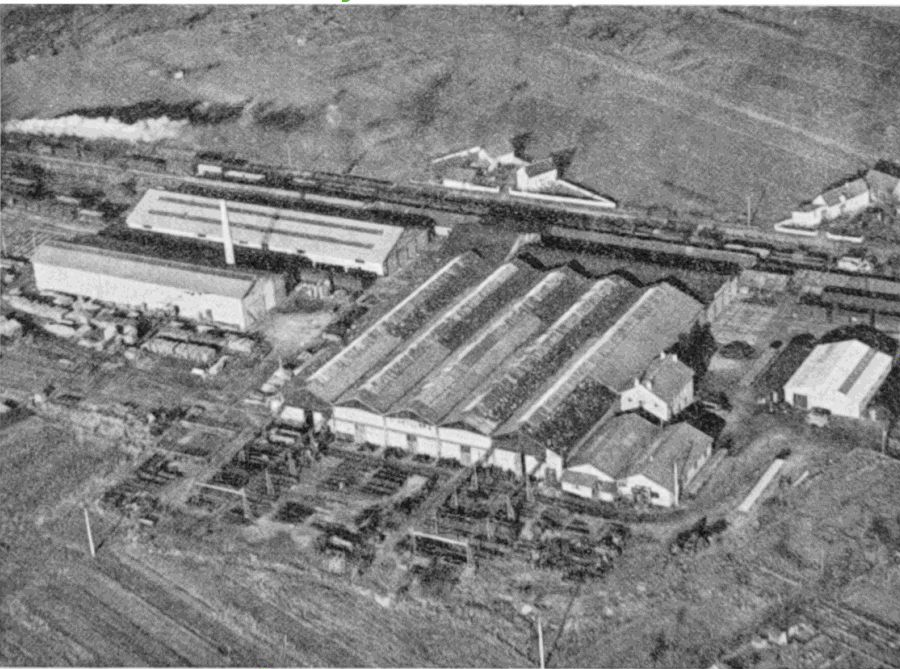
Die Decauville-Werke in Moulins, Luftaufnahme, um 1953

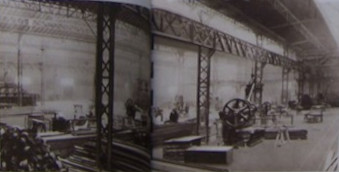
Die Decauville-Werke in Moulins, Innenansicht, um 1918

Die Decauville-Werke in Moulins waren eine von 1918 bis 1959 genutzte Fabrik des französischen Schmalspurbahnherstellers Decauville in Moulins (Allier).

## Geschichte
Die Fabrik der französischen Firma Société Nouvelle des Établissements Decauville Aîné lag in der französischen Region Auvergne-Rhône-Alpes im Département Allier. Sie wurde 1918 während des Ersten Weltkriegs fernab der Front gebaut, um militärisches Material (Panzer, Granaten) herzustellen, was es letztlich aber nie tat. Seine Aktivitäten lagen vor allem im Bau und der Wartung von normalspurigen Waggons für die Compagnie des chemins de fer de Paris à Lyon et à la Méditerranée und Compagnie du chemin de fer de Paris à Orléans. Das Werk wurde 1959 während der Wirtschaftskrise an die Firma Potain SA, einen französischen Hersteller von Turmkranen, verkauft, die 2001 von der Manitowoc Company übernommen wurde.